# Петер Кейперс
Петер Кейперс (нід. Peter Cuijpers; 1944) — нідерландський перекладач, письменник та літературознавець, доктор наук. Перекладав нідерландською книги Дж. Толкієна, Кліффорда Сімака, Вільяма Гібсона. Дворазовий здобувач Премії Гарленда (1977, 1991).

## Біографія
Народився 1944 року, навчався на соціологічному факультеті Утрехтського університету, пізніше вивчав історію голландського друкарства у 1470—1550 роках, і на основі своїх досліджень у 1998 році захистив докторську дисертацію в Амстердамському університеті.
У 1970-х роках почав писати короткі фантастичні оповідання. Неодноразово номінувався на премію Гарленда, двічі був її лауреатом та сім разів обіймав II—V місця.
З 1978 року почав перекладати англомовні твори, спочатку у науково-фантастичному жанрі, пізніше — у жанрі фентезі. Першою перекладеною книгою стала книга Кліффорда Саймака «Вибір богів». Соціологічна освіта стала Кейперсу у нагоді, коли той перекладав соціально-фантастичні твори канадського письменника Вільяма Гібсона. Твір останнього «Ідору» Кейперс вважає своїм кращим перекладом. Загалом переклав близько 50 творів англомовних письменників-фантастів, зокрема, Робін Гобб, Фіони Макінтайр, Бріджет Вуд, Ларрі Нівена, Дейвіда Бріна, Ґреґа Біра та інших. У 2007 році переклав нідерландською книгу Дж. Р. Р. Толкієна «Діти Гуріна».

## Вибрана бібліографія
- 1985 — «Турецька Віолетта» (нід. Een Turkse Violetta), роман
- 1986 — «Шосте почуття та інші оповідання» (нід. Het zesde zintuig en andere verhalen)
- 1998 — «Тексти як предмет торгівлі: як першодрукарі пізнавали ринок» (нід. Teksten als koopwaar: vroege drukkers verkennen de markt), докторська дисертація
- 2011 — «Світ на поштівках, 1900—1920 роки» (англ. The world in old postcards), культурно-історичне дослідження
- 2014 — «Від Рейнарта де Воса до Тіля Уленшпігеля. Дослідження канону популярних книжок у 1600—1900 роках» (нід. Van Reynaert de Vos tot Tijl Uilenspiegel. Op zoek naar een canon van volksboeken, 1600-1900)